# Balbal

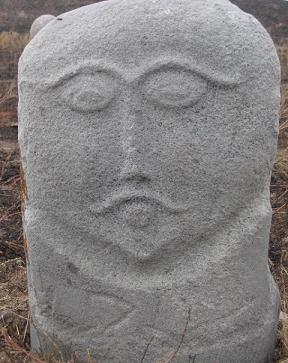
Un balbal au Kirghizistan.

On appelle balbal, orthographié aussi bal-bal, une pierre tombale d'Asie centrale et de Mongolie érigée en mémoire de membres importants de la communauté. 

## Terminologie
Le terme de Balbal vient du mot turc "baba" signifiant "ancêtre". La plupart des stèles représentent un homme au visage stylisé (yeux et sourcils prononcés, nez et moustache..) avec dans la main droite un glaive (homme de guerre ou de pouvoir, devant être armé dans l'au-delà pour se défendre) et dans la main gauche un bol (pour s'assurer que le défunt ne souffrira pas de la faim dans son voyage céleste, ou encore selon une autre hypothèse, coupe contenant un breuvage sacré que le défunt offrira a Tengri, dieu du ciel, une fois arrivé dans l'au-delà... On connait le rituel des mongols Gengiskhanides qui jetaient vers le ciel, le reste de leur breuvage-le plus souvent du koumiss, le lait de jument fermenté- pour honorer le Dieu Tengri)

## Description
La plus ancienne statue balbal date de l'âge du bronze. En Mongolie on retrouve de nombreux balbals dans la vallée de l'Orkhon et au Kirghizistan  on les retrouve  près de la tour Kharakanide de Burana et aussi au musée a ciel ouvert (Balbals & pétroglyphes) de Tcholpon Alta au nord du lac Issyk Koul. La plupart de ces stèles datent de l'époque turque du VIe au IXe siècle. Les familles pensaient que l'esprit du défunt continuait à vivre dans le balbal pendant la première année (on gardait la pierre dans la yourte) avant qu'elle ne soit déposée sur la tombe (contenant la dépouille ou les cendres du mort). 
Les balbals doivent être orienté vers l'est selon les croyances chamanique (renaissance et jour nouveau rythmé par le lever du soleil). 
Ces stèles anthropomorphes sont très semblables à celles érigées antérieurement pendant plusieurs millénaires dans les steppes d'Asie centrale par différents peuples indo-européens, jusqu'à l'époque des Scythes, avant qu'ils ne soient remplacés par des peuples turcs et mongols plus tardifs qui ont partiellement repris cette tradition.

Les balbal ou statues d'homme pierre érigées durant l'Empire mongol se distinguent des autres par leur représentation plus réaliste. En 2023, on en dénombre 94 de cette période, certaines encore entières et bien préservées. Traditionnellement, ces statues sont érigées sur des structures sacrificielles constituées d'un tas de pierre. Les statues sous l'Empire présentent de nombreux détails tels que des vêtements, ornements, ceintures, coiffures et coiffes. Elles constituent une source historique et ethnologique important, ainsi que la démonstration du savoir-faire artisanal de cette période. Ces statues sont alors réservées aux khans, khatun et nobles de l'Empire mongol.

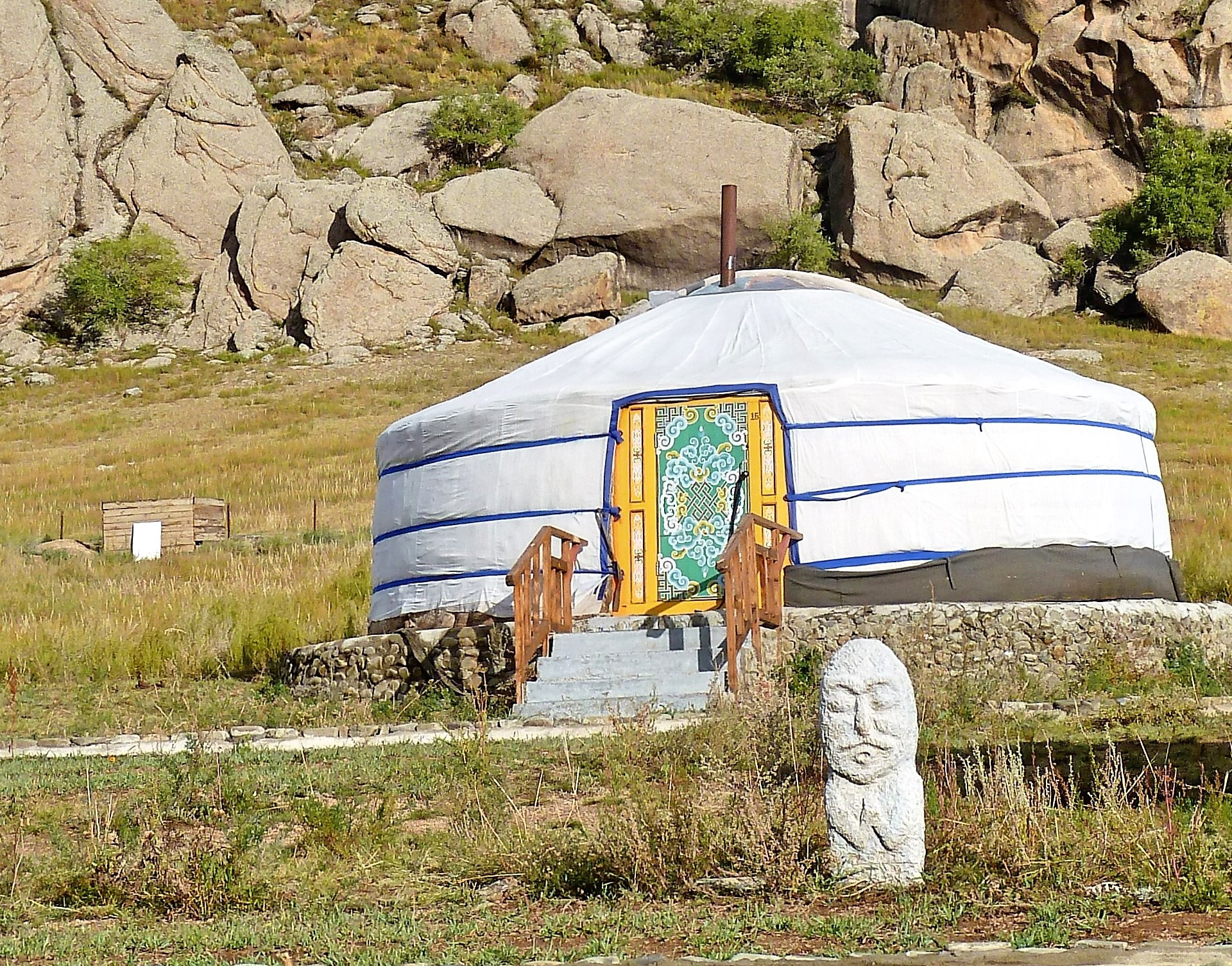
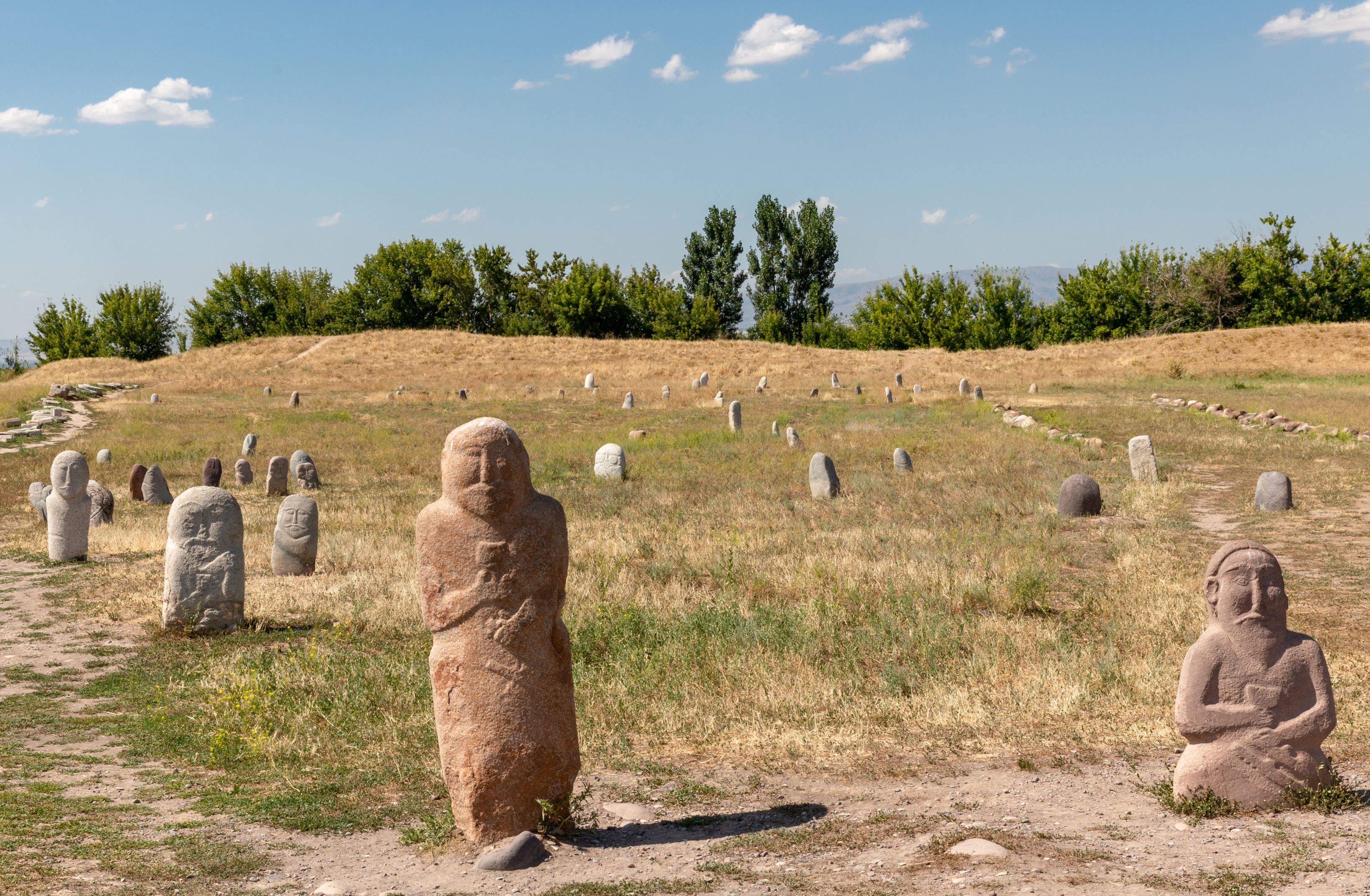
Burana, Kyrgyzstan
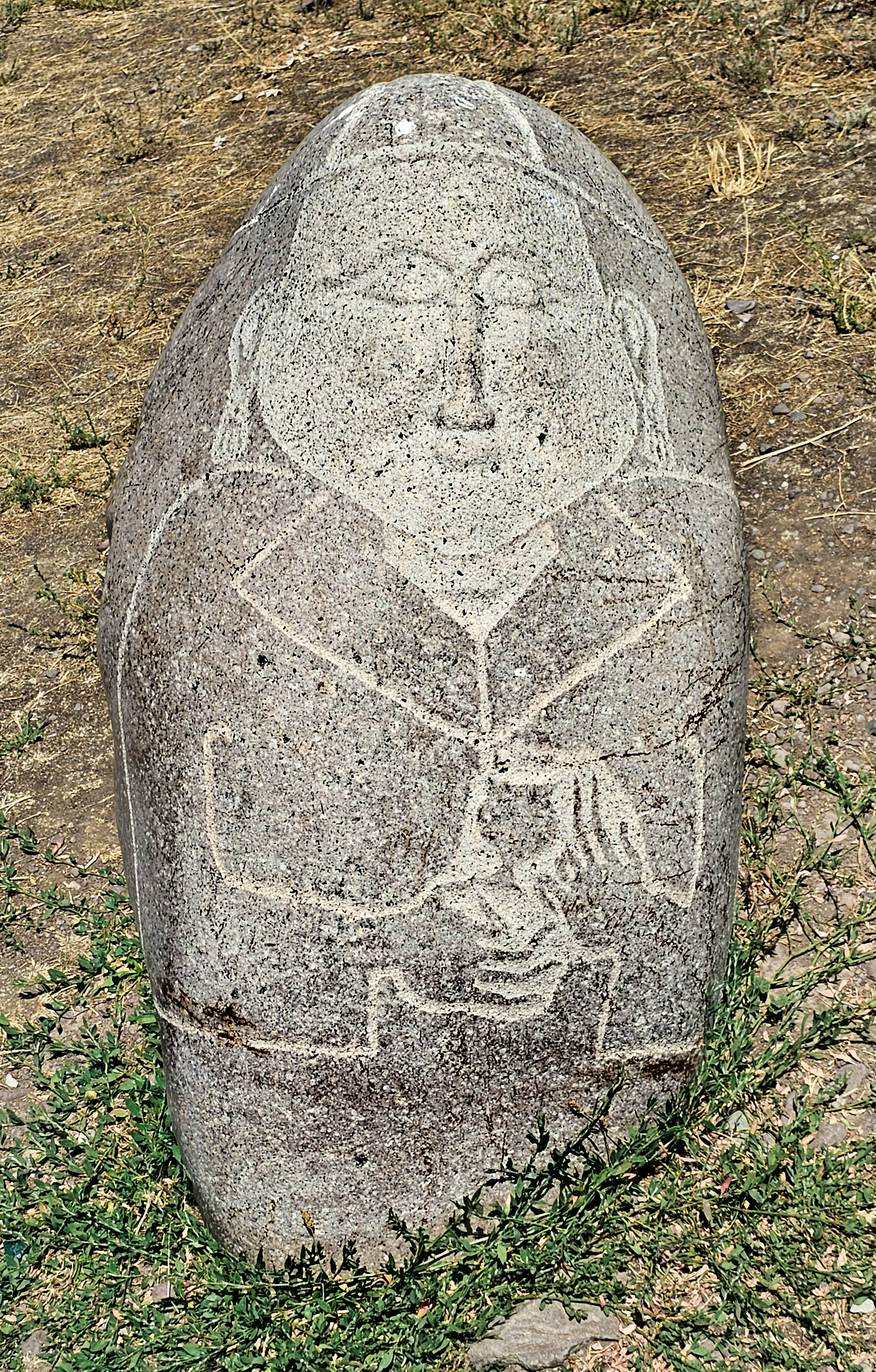
Burana, Kyrgyzstan
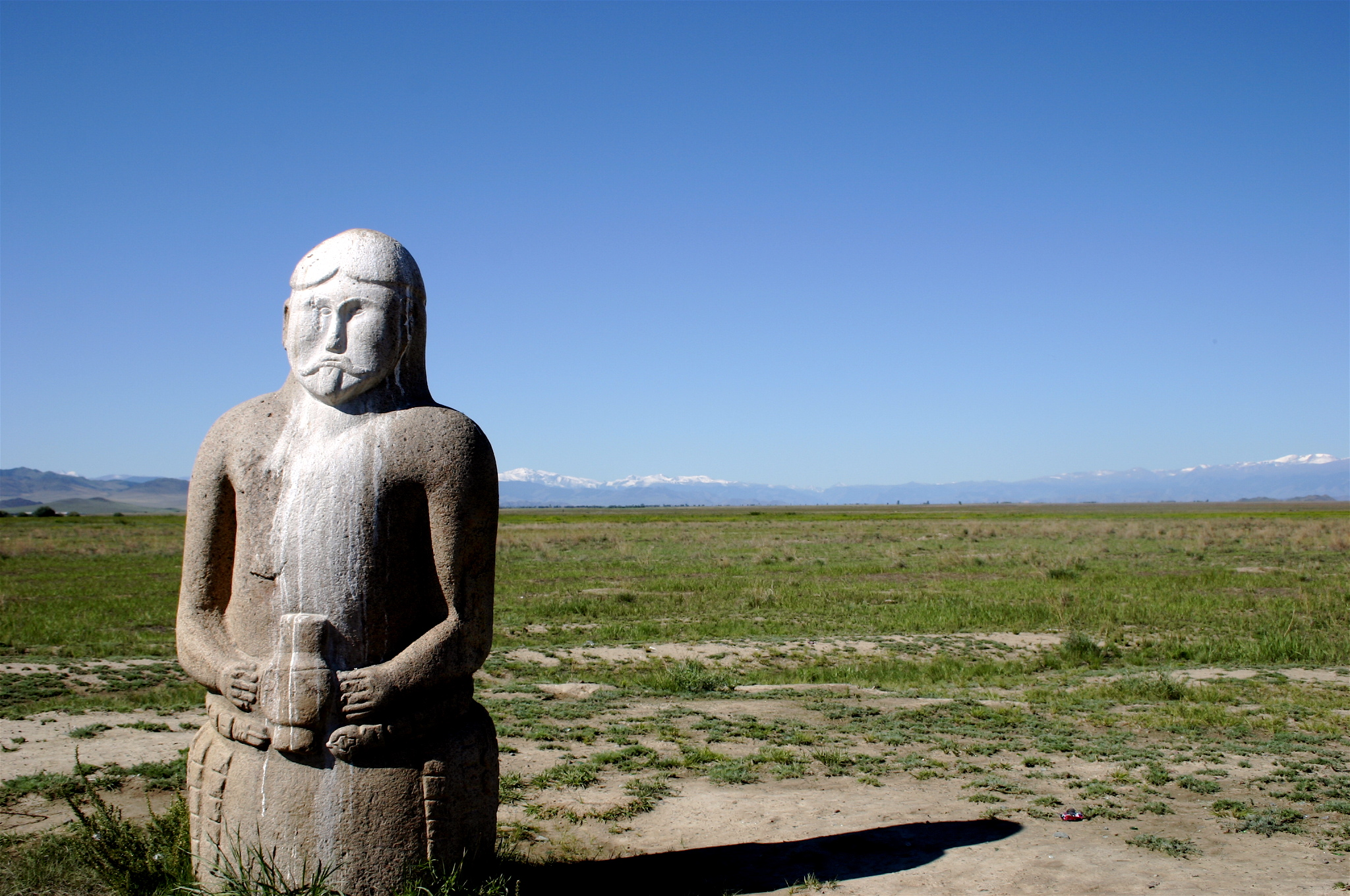
Balbal à Tuva (Russie)
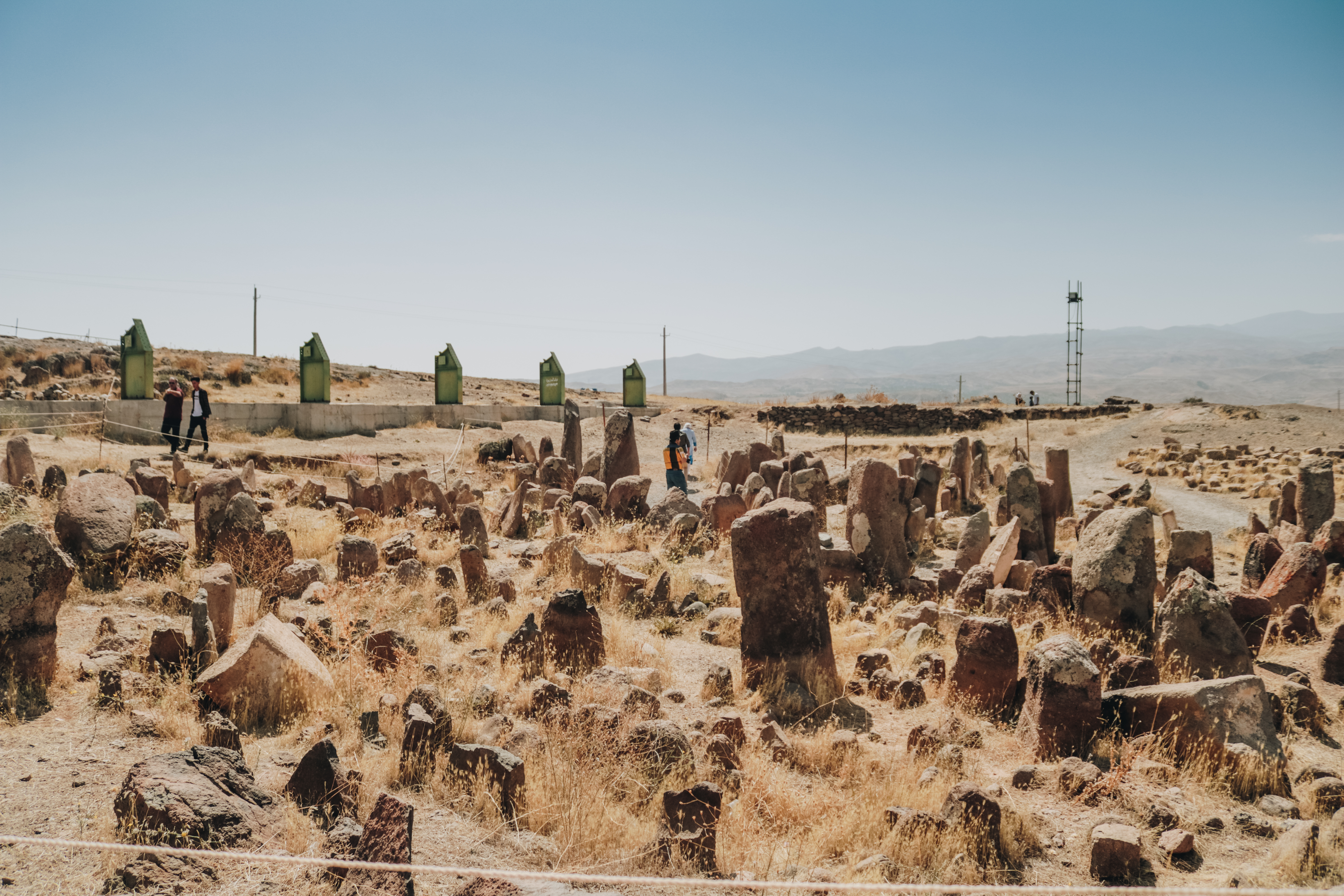
Cimetière de Shahar Yeri (Iran)
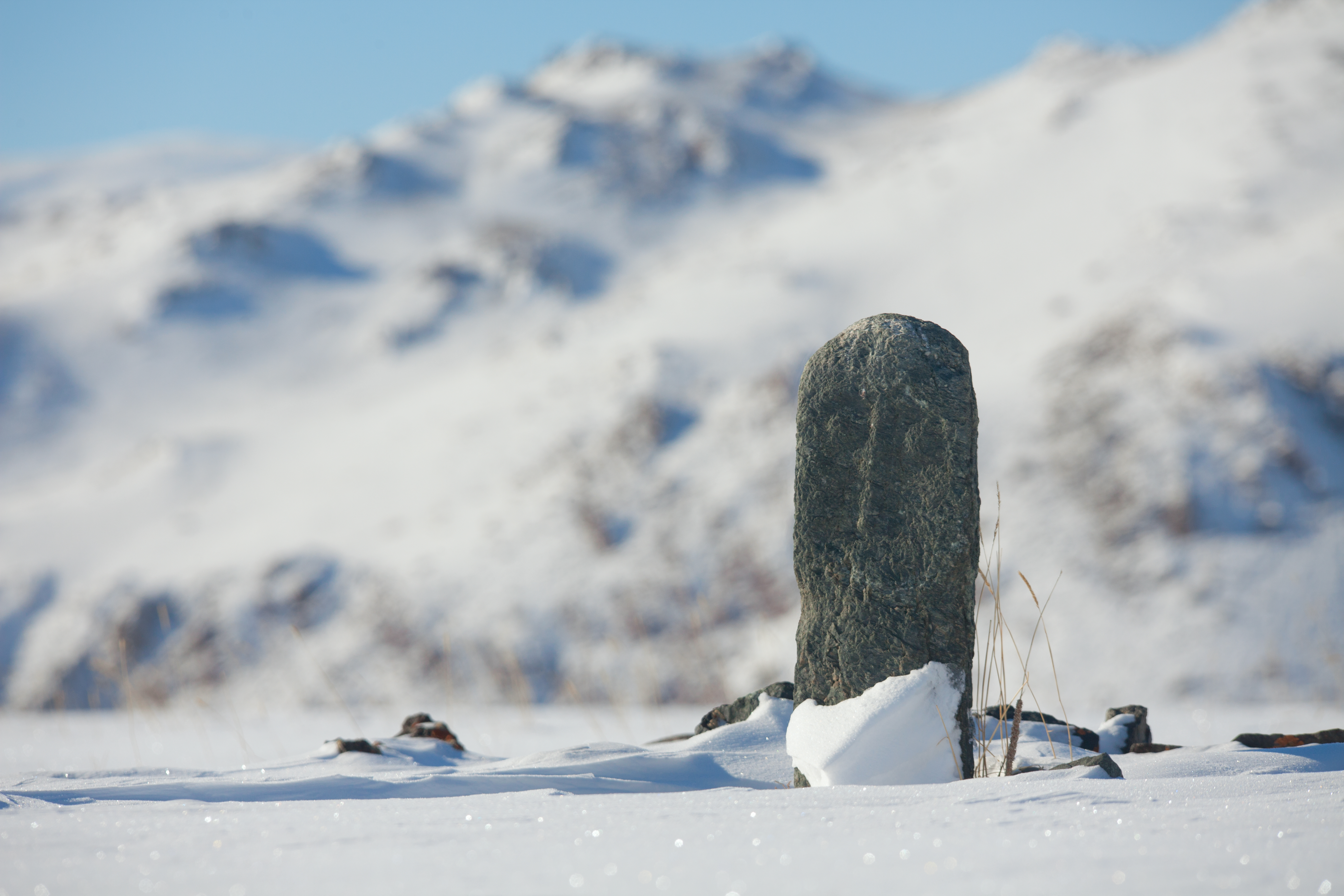
BalBal monument à un guerrier Turc
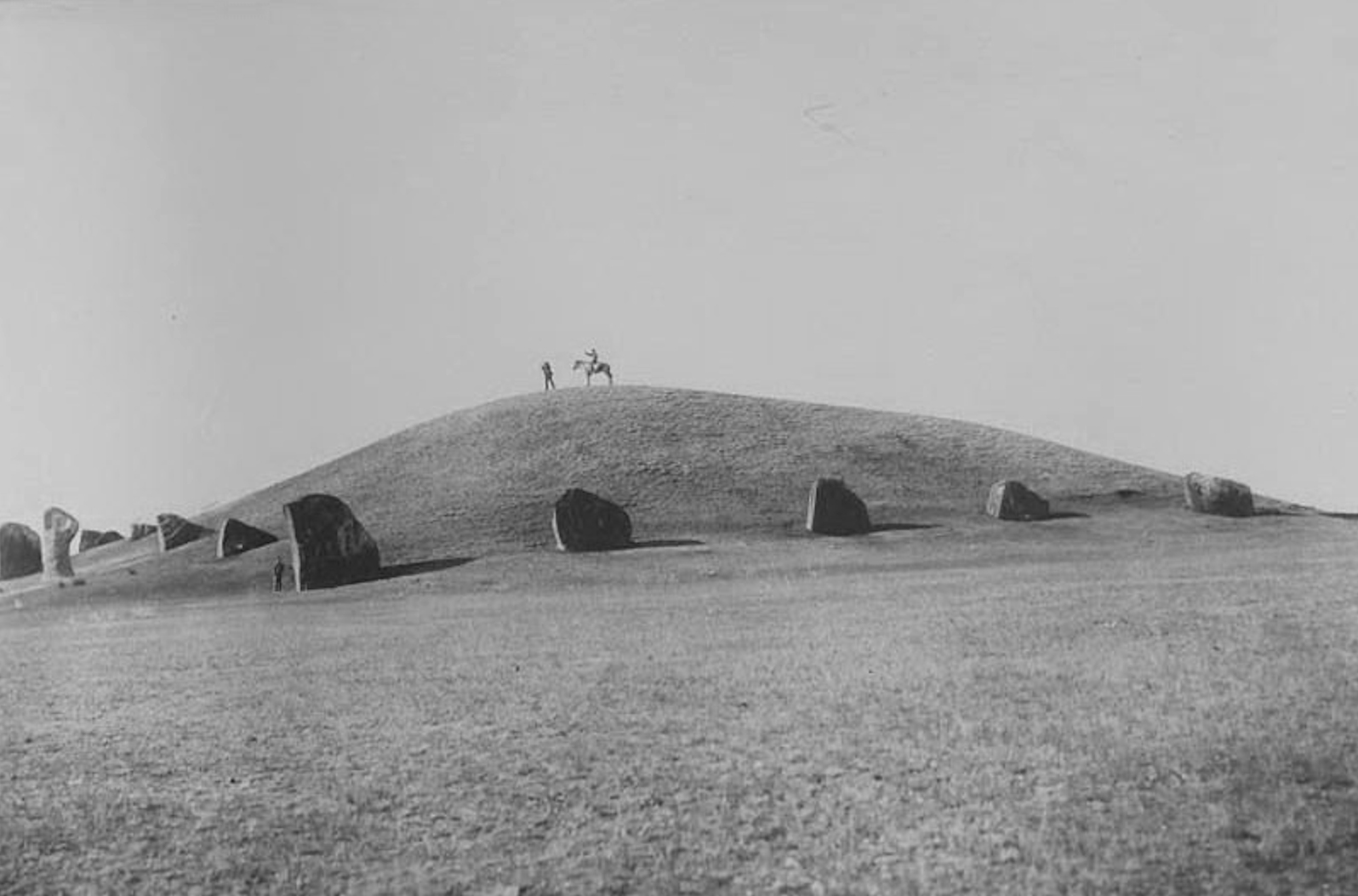
Kourgane de Salbyk (Russie)
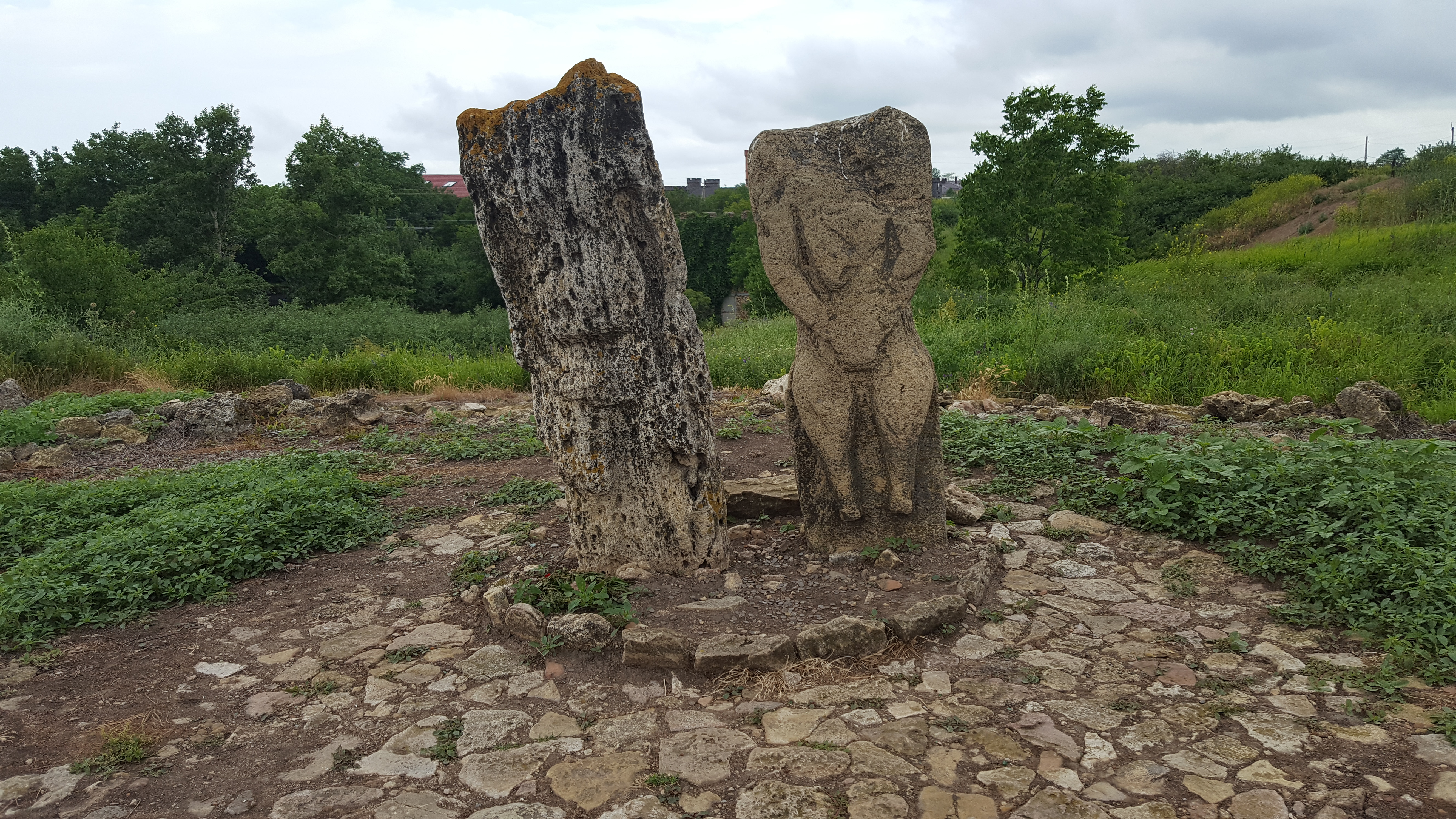
Stèles au Kourgane de Tana-Azaq (Oblast de Rostov)